# 三伏
三伏為中國古人在長期對自然的觀察中，認為是一年中最炎熱的時期，也就是俗話所謂「熱在三伏」，現在民間一般亦普遍接受此看法。是农历中夏季长达30天或40天的一个时段，是初伏、中伏、末伏的统称。三伏开始日大约在公历的7月10至20日之间，结束日大约在8月8至18日之间（7月中旬到8月中旬），是北半球每年炎热天气中的一段。一年中初伏、末伏各10天，中伏在不同的年份为10或20天。“伏”表示陰氣受陽氣所迫藏伏地下。
三伏日為初伏、中伏和後伏的首日，是起自秦漢的傳統節日，在唐人的社會中具有重要地位，除了會放假一日，還保有在伏日食湯餅（湯煮的麵食，似今日之湯麵），以去瘴氣、除惡病的習俗。三伏日在小暑與處暑之間，正值夏、秋之交，是一年中最熱的時節，其日期需要通過節氣和干支來推算。按五行之理，夏爲火，秋爲金，夏、秋之交，陰氣爲陽氣所迫，故金氣藏伏。庚辛配金，故以庚日為伏日。唐代的《陰陽書》規定以夏至後第三庚為初伏，第四庚為中伏，立秋後初庚為後伏。
以下表格介绍三伏
| 名称 | 另称 | 介绍 |
| ---- | ---- | --- |
| 初伏 | 头伏 | 夏至1后第三个庚日2起到第四个庚日前一天。第三个庚日为入伏，为初伏的第一天。                                                              |
| 中伏 | 二伏 | 夏至后第四个庚日起到立秋3后第一个庚日前。第四个庚日定为中伏开始的第一天，由於第五庚日可以出現在立秋日的前或後，故中伏可能為10天或20天。 |
| 末伏 | 终伏 | 立秋后第一个庚日起到第二个庚日前一天。第二个庚日定为出伏，即伏天结束。                                                                  |

漢代曆日簡牘，三伏注曆似乎尚未形成定制。或在漢成帝鴻嘉年間已成曆例。
三伏开始日在阳历日历上有13天的波动范围。

## 近年三伏日期
| 年   | 初伏            | 中伏            | 末伏            |
| ---- | --------------- | --------------- | --------------- |
| 2017 | 7月12日—7月21日 | 7月22日—8月10日 | 8月11日—8月20日 |
| 2018 | 7月17日—7月26日 | 7月27日—8月15日 | 8月16日—8月25日 |
| 2019 | 7月12日—7月21日 | 7月22日—8月10日 | 8月11日—8月20日 |
| 2020 | 7月16日—7月25日 | 7月26日—8月14日 | 8月15日—8月24日 |
| 2021 | 7月11日—7月20日 | 7月21日—8月9日  | 8月10日—8月19日 |
| 2022 | 7月16日—7月25日 | 7月26日—8月14日 | 8月15日—8月24日 |
| 2023 | 7月11日—7月20日 | 7月21日—8月9日  | 8月10日—8月19日 |
| 2024 | 7月15日—7月24日 | 7月25日—8月13日 | 8月14日—8月23日 |
| 2025 | 7月20日—7月29日 | 7月30日—8月8日  | 8月9日—8月18日  |
| 2026 | 7月15日—7月24日 | 7月25日—8月13日 | 8月14日—8月23日 |
| 2027 | 7月20日—7月29日 | 7月30日—8月8日  | 8月9日—8月18日  |
| 2028 | 7月14日—7月23日 | 7月24日—8月12日 | 8月13日—8月22日 |
| 2029 | 7月19日—7月28日 | 7月29日—8月8日  | 8月8日—8月17日  |
| 2030 | 7月14日—7月23日 | 7月24日—8月12日 | 8月13日—8月22日 |

## 文內注釋
1. ↑  陳浩新. .   [2018-07-22]. （原始内容存档于2018-06-15）.
2. ↑  劉子凡. .
3. ↑  《陰陽書‧曆法》：候夏至後第三庚為初伏，第四庚為中伏，立秋後初庚為後伏，謂之三伏。
4. ↑  《曆忌釋》：伏者何？以金氣伏藏之日也。
5. ↑  《星曆考原‧日時總類》「三伏」條：歷例曰：三伏者，四時皆以相生，立春以木代水，水生木也；立夏以火代木，木生火也；立冬以水代金，金生水也。至於立秋以金代火，金畏火尅，故至庚日，則必伏藏。庚者，金也。金氣伏藏，則火益熾。三，陽數也。故夏至後第三庚為初伏，第四庚為中伏，立秋後初庚為末伏，謂之三伏。如夏至日得庚，便為初庚。立秋日得庚，亦即為末伏。
6. ↑  許名瑲(2015)。敦煌漢簡2263《永始四年曆日》復原試擬 （页面存档备份，存于）
7. ↑  許名瑲(2016)。《肩水金關漢簡（肆）》H1：4曆日簡年代考釋 （页面存档备份，存于）
8. ↑  参考注释4"夏至日得庚，便为初庚"

1. ^  注解1：夏至约公历的6月21日前后。
2. ^  注解2：中国古代的农历是用天干、地支合成的六十甲子排列年、月和日，而庚日就是带庚的日子，庚日共有六个，即庚午日、庚辰日、庚寅日、庚子日、庚戌日及庚申日。
3. ^  注解3：立秋约公历的8月8日前后。

## 資料引用
- 許名瑲(2015)。敦煌漢簡2263《永始四年曆日》復原試擬（页面存档备份，存于）

## 延伸阅读
[在维基数据编辑]
 《欽定古今圖書集成·曆象彙編·歲功典·伏日部》，出自陈梦雷《古今圖書集成》